# Mori Nagayoshi
Mori Nagayoshi (森 長可, 1558 – 18 de mayo de 1584), hijo de Mori Yoshinari, fue un oficial japonés al servicio del Clan Oda durante el Periodo Sengoku (siglo XVI), y el hermano mayor del famoso Mori Ranmaru.
Nagayoshi era conocido por tener un mal temperamento y ser especialmente despiadado en la batalla, por lo que llegó a ser conocido como el «Demonio» o el «Diabólico Nagayoshi». Los esfuerzos de Nagayoshi para Toyotomi Hideyoshi durante la difícil Batalla de Komaki y Nagakute acabaron costándole la vida.
- Datos: Q1071391
- Multimedia: Mori Nagayoshi / Q1071391